# Ground-Based Midcourse Defense

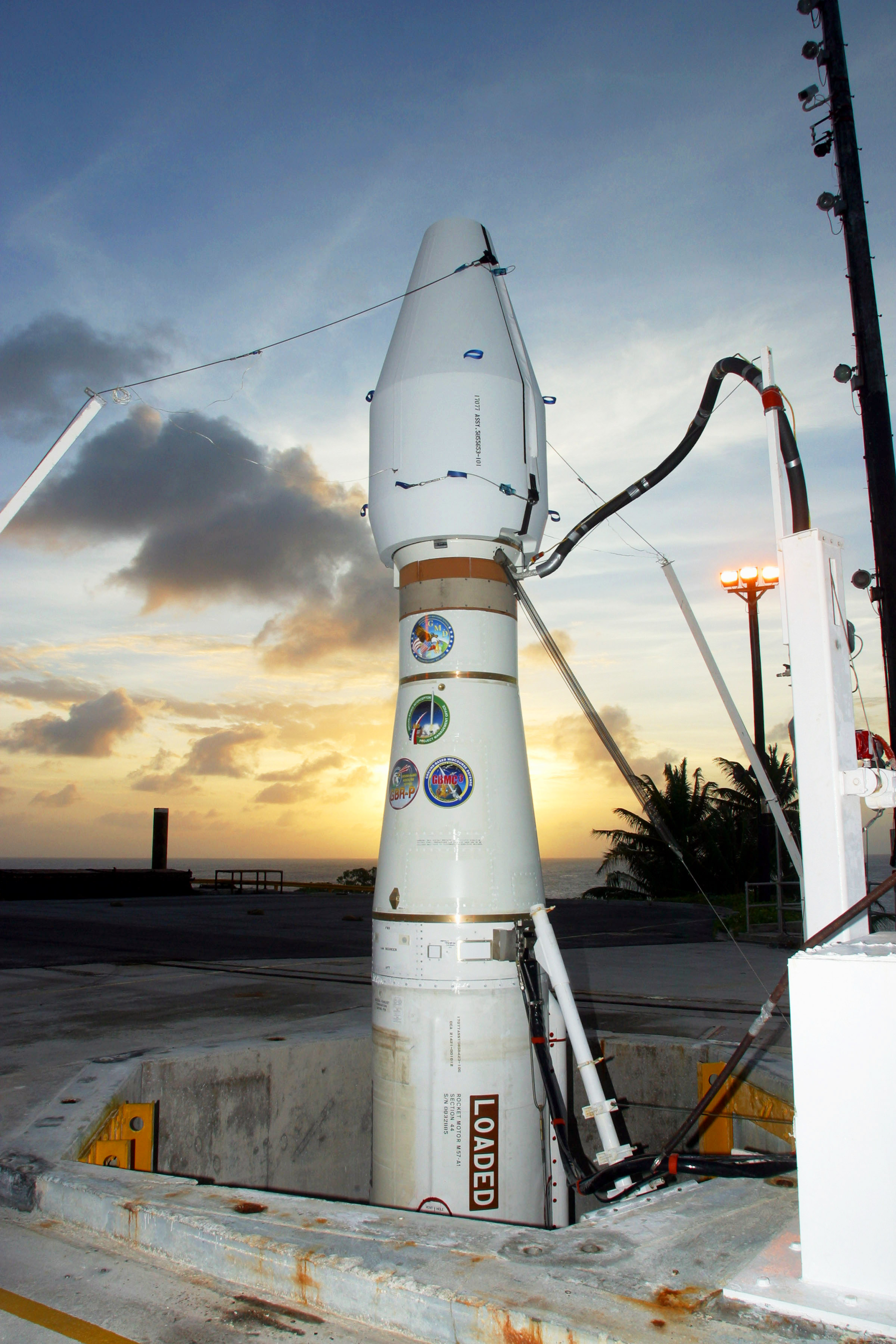
Parte de um "boost vehicle" da Lockheed projetado de um silo.

Ground-Based Midcourse Defense (GMD) é a denominação de um sistema de interceptação de ogivas dos Estados Unidos. Ele é um dos principais componentes do sistema Norte americano de defesa anti mísseis, incluindo ICBMs. 
O GMD, é administrado pela Agência de Defesa contra Mísseis (MDA), enquanto o controle operacional e executivo é do Exército dos Estados Unidos, e as funções de suporte são de responsabilidade da Força Aérea dos Estados Unidos. 
Conhecido anteriormente como National Missile Defense (NMD), o nome foi alterado em 2002 para diferenciá-lo de outros programas de defesa contra mísseis. A estimativa de custo do programa até 2017 é de US$ 40 bilhões.